# Costa Rica Green Airways
Costa Rica Green Airways Ltda. es una aerolínea doméstica con sede en San José, Costa Rica. 

## Historia
La aerolínea fue fundada en 2018 por Everardo Carmona, cofundador de CarmonAir Charter. Inició operaciones en noviembre de 2018.

## Destinos
Los destinos de Costa Rica Green Airways son:
| País       | Destinos       | Aeropuertos                                    |
| ---------- | -------------- | ---------------------------------------------- |
| Costa Rica | Cóbano         | Aeropuerto Internacional de Cóbano             |
| Costa Rica | Nosara         | Aeropuerto de Nosara                           |
| Costa Rica | Puerto Jiménez | Aeropuerto de Puerto Jiménez                   |
| Costa Rica | Quepos         | Aeropuerto La Managua                          |
| Costa Rica | San José       | Aeropuerto Internacional Juan Santamaría (HUB) |

## Flota
A mayo de 2023, la flota de Costa Rica Green Airways consta de:
| Aeronave                        | En servicio | Pedidos | Pasajeros                                          | Matrículas                                         | Antigüedad                                         |
| ------------------------------- | ----------- | ------- | -------------------------------------------------- | -------------------------------------------------- | -------------------------------------------------- |
| Beechcraft King Air F90         | 1           | —       | 7                                                  | TI-AWN                                             | 28,8 años                                          |
| Britten Norman BN-2A-8 Islander | 1           | —       | 9                                                  | TI-BGK                                             | 50 años                                            |
| Cessna 208 Grand Caravan        | 3           | —       | 10-12                                              | TI-BKO                                             | 12 años                                            |
| Cessna 208 Grand Caravan        | 3           | —       | 10-12                                              | TI-BJC                                             | 6,3 años                                           |
| Cessna 208 Grand Caravan        | 3           | —       | 10-12                                              | TI-BKC                                             | 4,1 años                                           |
| Quest Kodiak 100                | 1           | —       | 9                                                  | TI-BJJ                                             | 8,4 años                                           |
| Total                           | 6           | —       | Edad media de la flota (julio de 2025): 18,3 años. | Edad media de la flota (julio de 2025): 18,3 años. | Edad media de la flota (julio de 2025): 18,3 años. |